# Dibenzyltoluène
Le dibenzyltoluène est un mélange d'isomères et d'oligomères de benzyltoluène. Il a pour formule chimique C6H5−CH2−C6H3CH3−CH2−C6H5 et comporte trois noyaux benzéniques, ce qui en fait un hydrocarbure aromatique substitué. À température ambiante, il s'agit d'un liquide jaunâtre très toxique. On peut l'obtenir en faisant réagir du chlorure de benzyle C6H5CH2Cl avec du toluène C6H5CH3 par alkylation de Friedel-Crafts.
Le dibenzyltoluène est utilisé comme fluide diélectrique en génie électrique ou comme liquide caloporteur. Il peut être mis en œuvre dans une fourchette de températures de 5 à 350 °C. Au cours du 21e siècle, il a fait l'objet d'un intérêt croissant comme liquide organique transporteur d'hydrogène (LOHC). Dans ces systèmes, l'hydrogène est fixé chimiquement sur un composé organique insaturé thermostable par une réaction d'hydrogénation exothermique ; l'hydrogène peut ensuite être libéré par une réaction de déshydrogénation endothermique. La forme entièrement hydrogénée du dibenzyltoluène est appelée perhydro-dibenzyltoluène ou H18-DBT car elle correspond à la fixation de neuf molécules d'hydrogène H2, trois par noyau benzénique :
C6H5−CH2−C6H3CH3−CH2−C6H5 + 9 H2  {\displaystyle \rightleftharpoons }  C6H11−CH2−C6H9CH3−CH2−C6H11.